# Caleb Threlkeld
Caleb Threlkeld est un botaniste irlandais, médecin et pasteur né en 1676 à Kirkoswald en Angleterre et mort à Dublin en 1728.
Il est l'auteur de Synopsis Stirpium Hibernicarum alphabeticae dispositarum publié en 1726, le premier ouvrage exclusivement consacré à la flore d'Irlande.
Ce livre contient la plus ancienne mention écrite de la légende de saint Patrick utilisant le trèfle pour évangéliser l'Irlande.

## Biographie

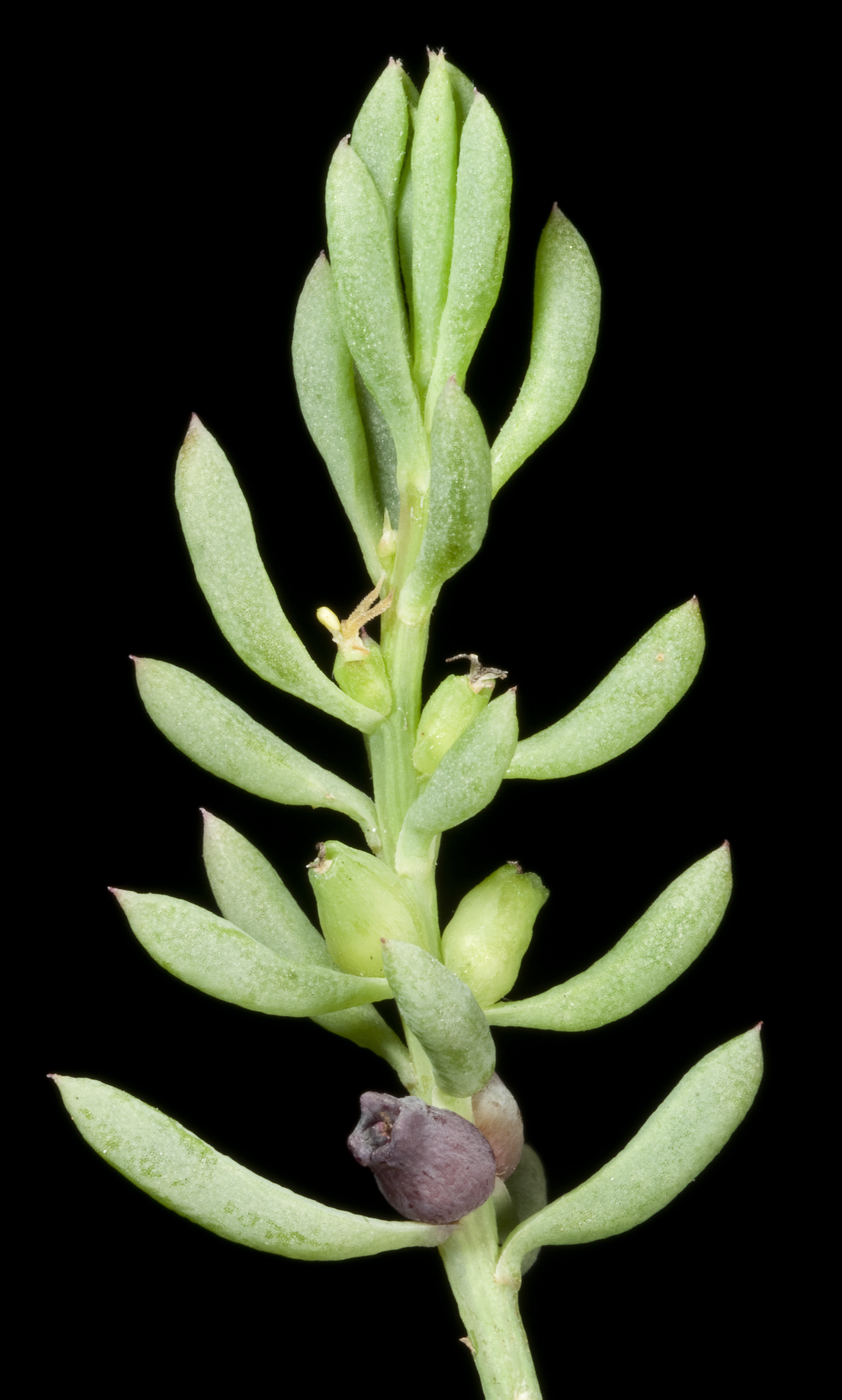
.

Caleb Threlkeld est né le 31 mai 1676 à Kirkoswald dans le comté de Cumberland en Angleterre. Il se marie avec Elizabeth Dalrymple à Édimbourg en 1698 avec qui il aura sept enfants, devient pasteur protestant, et reçoit le diplôme de médecin de l'université d'Édimbourg en 1712. Il déménage alors à Dublin, où il exerce le métier de médecin et travaille sur le Synopsis Stirpium Hibernicarum. Il meurt à Dublin le 28 avril 1728.

## Publication
1726 : Synopsis Stirpium Hibernicarum alphabeticae dispositarum. Caleb Threlkeld s'est basé sur les précédents travaux non publiés de Thomas Molyneux (en) et de Richard Heaton (en), et a établi une liste de plus de 500 plantes, avec les noms en latin, anglais, et irlandais, accompagnés d'une description, des usages en médecine et des coutumes et croyances associées.

## Éponymie
Le genre Threlkeldia (en) lui est dédié.